# Рентерия, Андрес
Андре́с Хаи́р Рентери́я Море́ло (исп. Andrés Yair Rentería Morelo; родился 6 марта 1993 года в Медельине, Колумбия) — колумбийский футболист, нападающий клуба «Депортес Толима». Выступал в сборной Колумбии.

## Клубная карьера
Рентерия воспитанник футбольной академии клуба «Атлетико Насьональ». 5 марта 2012 года в матче против «Кукута Депортиво» он дебютировал в колумбийской Примере. Во второй половине сезона Андрес перешёл в клуб второго дивизиона «Альянса Петролера» на правах аренды для получения игровой практики. 29 июля в поединке против «Униаутономой» Рентерия дебютировал за новый клуб. В своём первом матче за клуб Андрес седала «покер» и принёс своей команде крупную победу. По окончании аренды Рентерия стал лучшим бомбардиром второй лиги и помог клубу выйти в высший дивизион.
В начале 2013 года Андрес перешёл в мексиканский клуб «Сантос Лагуна». 20 января в поединке против «Пуэблы» он дебютировал в мексиканской Примере. 13 мая в матче против Атласа Рентерия забил свой первый гол за «Сантос».
В 2014 году в поединках Кубка Либертадорес против уругвайского «Пеньяроля» и венесуэльского «Депортиво Ансоатеги» Рентерия забил два мяча. В том же году он помог клубу выиграть Кубок Мексики.
Летом 2016 года Андрес перешёл в «Керетаро». 17 июля в матче против «Веракрус» он дебютировал за новую команду. 30 октября в поединке против «Чьяпас» Рентерия забил свой первый гол за «Керетаро».
В 2017 и 2018 годах Рентерия дважды на правах аренды возвращался в «Атлетико Насьональ». Летом 2018 года Андрес перешёл в «Крус Асуль».

## Международная карьера
В 2013 году в составе молодёжной сборной Колумбии Рентерия завоевал серебряные медали на Турнире в Тулоне. В том же году он принял участие в молодёжном чемпионате мира в Турции. На турнире Андрес сыграл в матчах против команд Австралии, Турции и Сальвадора. В поединке против последних он забил гол.
26 марта 2015 года в товарищеском матче против сборной Бахрейна Рентерия дебютировал за сборную Колумбии. В этом же поединке он забил свой первый гол за национальную команду.
Был включён в состав олимпийской сборной Колумбии для участия в Олимпиаде в Рио-де-Жанейро, но за несколько дней до старта турнира получил травму и был заменён на Арлея Родригеса.

### Голы за сборную Колумбии (до 20)
| #   | Дата         | Место                           | Противник | Счёт | Результат | Соревнование                   |
| --- | ------------ | ------------------------------- | --------- | ---- | --------- | ------------------------------ |
| 01. | 3 июня 2013  | Парк де Спорт, Авиньон, Франция | Эквадор   | 1:3  | 1:3       | Турнир в Тулоне 2013           |
| 02. | 28 июня 2013 | Камил Осак, Газиантеп, Турция   | Сальвадор | 0:1  | 0:3       | Молодёжный чемпионат мира 2013 |

### Голы за сборную Колумбии
| #   | Дата          | Место                                  | Противник | Счёт | Результат | Соревнование      |
| --- | ------------- | -------------------------------------- | --------- | ---- | --------- | ----------------- |
| 01. | 26 марта 2015 | Национальный стадион, Эр-Рифа, Бахрейн | Бахрейн   | 0:6  | 0:6       | Товарищеский матч |

## Достижения
«Сантос Лагуна»
- Чемпионат Мексики по футболу — Клаусура 2015
- Обладатель Кубка Мексики — Апертура 2014